# Ascalohybris vitalisi
Ascalohybris vitalisi är en insektsart som först beskrevs av Navás 1914.  Ascalohybris vitalisi ingår i släktet Ascalohybris och familjen fjärilsländor. Inga underarter finns listade i Catalogue of Life.